# Тюксбъри
Тюксбъри (на английски: Tewkesbury) е град в крайните северни части на област (графство) Глостършър, Югозападна Англия. Той е административен и стопански център на едноименната община Тюксбъри. Населението на града към 2001 година е 10 016 жители.
Името на града произхожда от англосаксонски отшелник с име Theoc (Theocalious), който през 7 век основава по тези места отшелническо селище. През 1471 година, южно от града се състои Битката при Тюксбъри, част от т.нар. Война на розите.
Основни забележителности на града са Абатството Тюксбъри с впечатляващата средновековна църква, изградена през 12-14 век и чугуненият мост „Мит Бридж“ над река Севърн, завършен през 1826 година по проект на Томас Телфорд.

## География
Тюксбъри е разположен в източна и югоизточна посока от мястото, където река Ейвън се влива във втората по важност река в кралството - Севърн. В непосредствена близост, северно от града, преминава границата на Глостършър с графство Устършър. Областният център Глостър се намира на около 17 километра в югозападно направление, а столицата Лондон отстои на около 150 километра югоизточно от Тюксбъри.
Според преброяването от 2001 година, населението на самия Тюксбъри е 10 016 жители, въпреки че ако се прибавят жителите на сливащите се с него села Уалтон Кардиф и Ашчърч, общото население надхвърля 17 000. Така образуваната урбанизирана територия се пресича в направление север-юг от Автомагистрала М5, която свързва агломерациите на Бристъл и Бирмингам.